# بنجامين إتش كلاين
بنجامين إتش كلاين (بالإنجليزية: Benjamin H. Kline)‏ هو مصور سينمائي ومخرج أمريكي، ولد في 11 يوليو 1894 في برمنغهام في الولايات المتحدة، وتوفي في 7 يناير 1974 في لوس أنجلوس في الولايات المتحدة.

## وصلات خارجية
- بنجامين إتش كلاين على موقع IMDb (الإنجليزية)
- بنجامين إتش كلاين على موقع ألو سيني (الفرنسية)
- بنجامين إتش كلاين على موقع قاعدة بيانات الأفلام السويدية (السويدية)
- بنجامين إتش كلاين على موقع قاعدة بيانات الفيلم (الإنجليزية)
- بنجامين إتش كلاين على موقع كينوبويسك (الروسية)